# 長森駅
長森駅（ながもりえき）は、岐阜県岐阜市蔵前二丁目にある、東海旅客鉄道（JR東海）高山本線の駅。駅番号はCG01。

## 歴史
- 1920年（大正9年）11月1日：高山線（1934年に高山本線に改称）岐阜駅 - 各務ヶ原駅間開通と同時に開業[1]。旅客及び貨物の取り扱いを開始[2]。
- 1969年（昭和44年）1月1日：貨物および荷物の取り扱いを廃止[3]。無人化[4]。
- 1987年（昭和62年）4月1日：国鉄分割民営化に伴い、JR東海の駅となる[2]。
- 2010年（平成22年）3月13日：ICカード「TOICA」の利用が可能となる[5]。
- 2024年（令和6年）4月20日：ロータリーや駐輪場を整備した北口交通広場の供用を開始する。[6]

## 駅構造
相対式ホーム2面2線を有する地上駅。高速通過（100km/h）可能な20番両開き分岐器（Y字ポイント）に取り換えられている。
岐阜駅管理の無人駅。2010年3月よりTOICA専用簡易改札機が設置された。また、下りホームからも駅の北側へ直接出入りできる。駅舎は無人化時に建てられた簡易なものである。

### のりば
| 番線 | 路線        | 方向 | 行先               |
| ---- | ----------- | ---- | ------------------ |
| 1    | CG 高山本線 | 上り | 岐阜・名古屋方面   |
| 2    | CG 高山本線 | 下り | 美濃太田・高山方面 |

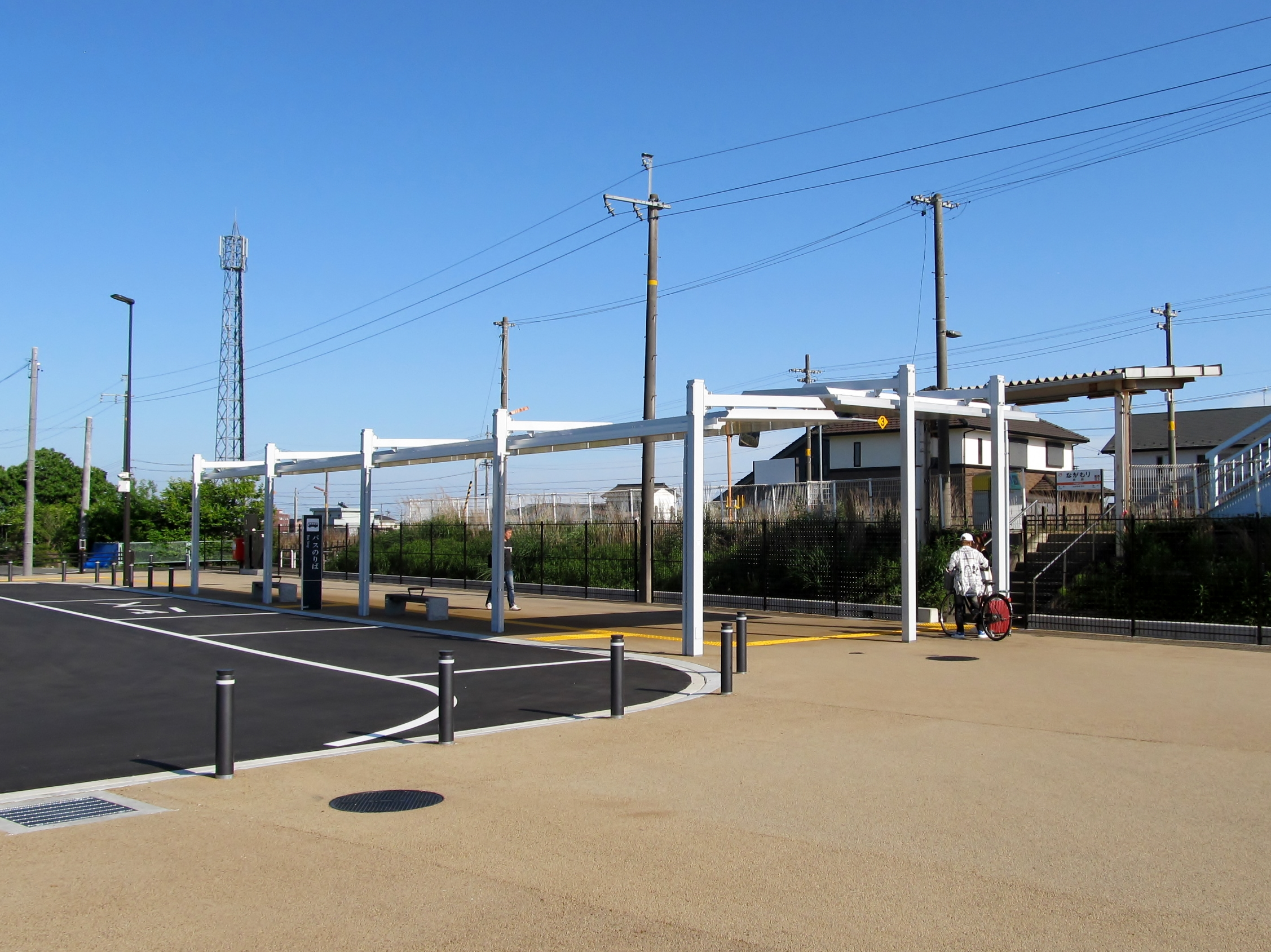
北口
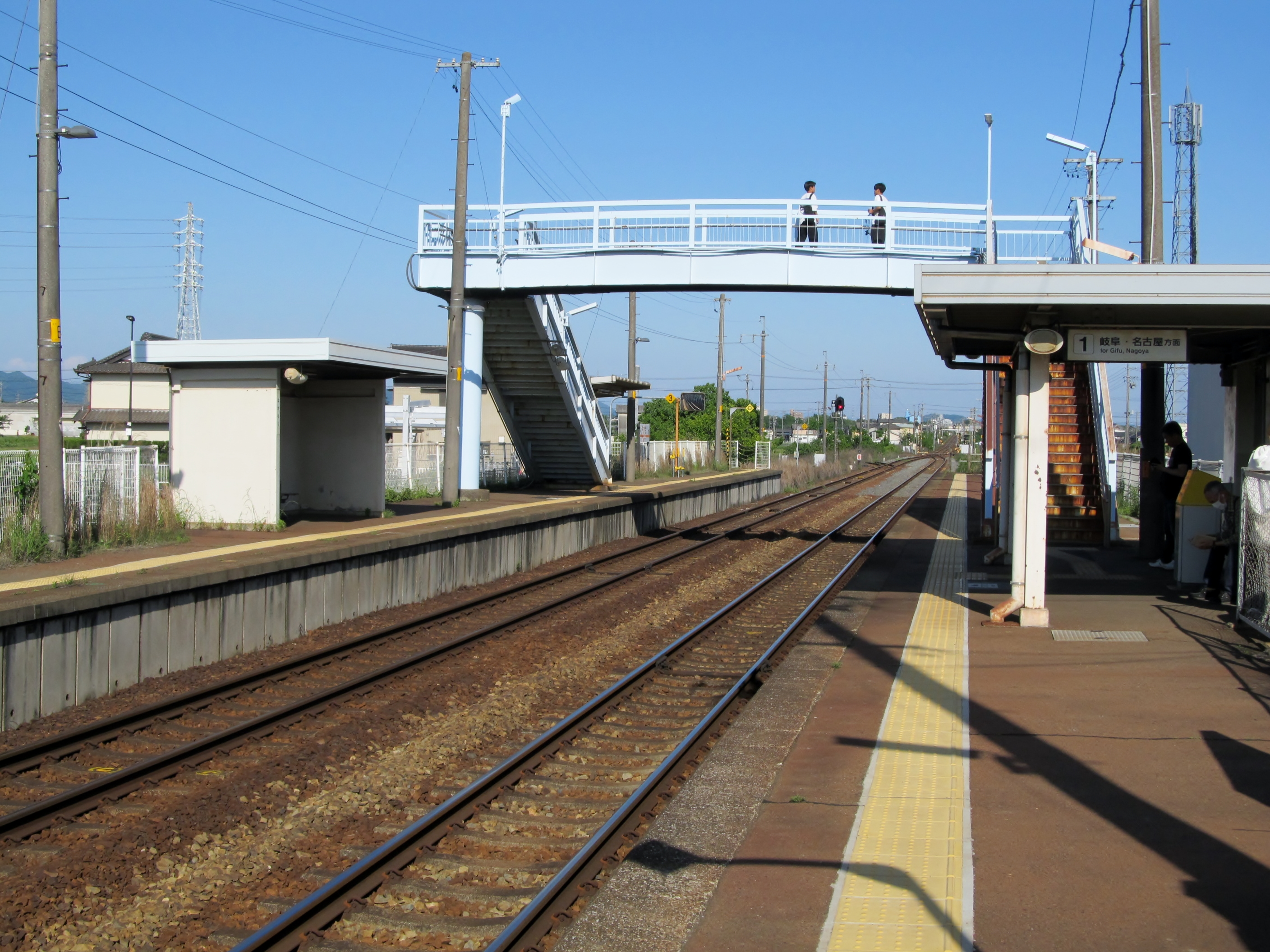
ホーム
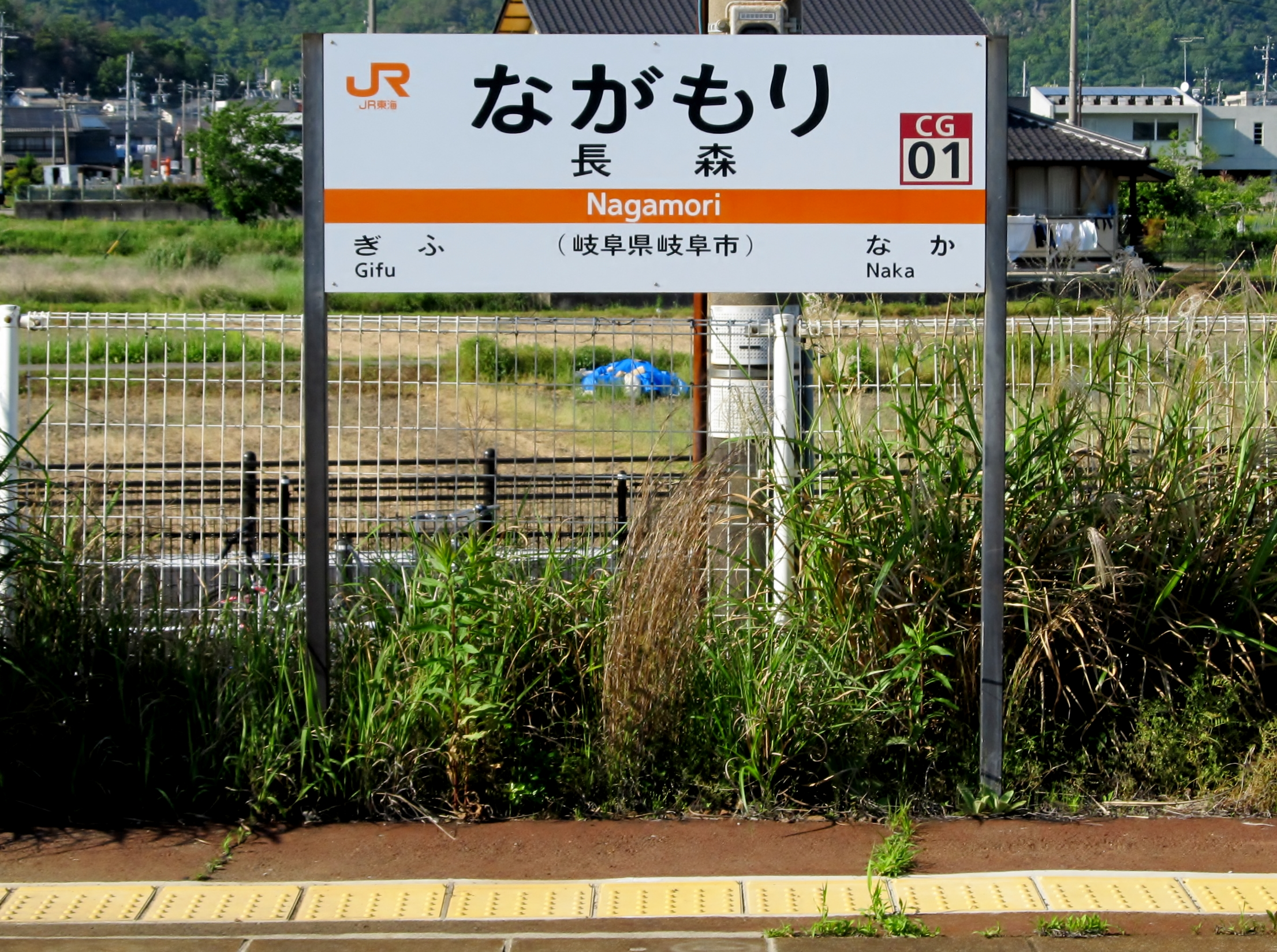
駅名標
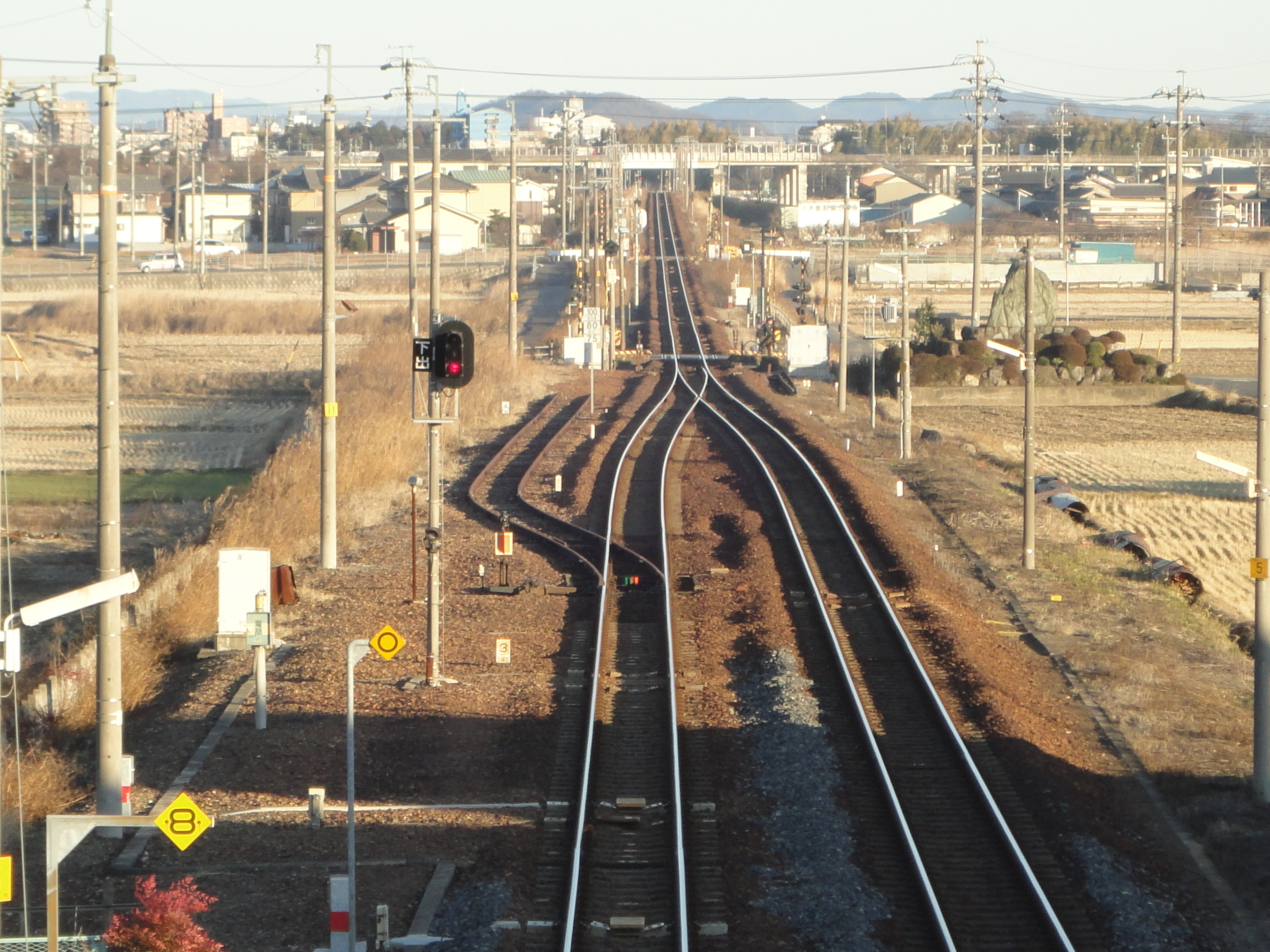
Y字ポイント（高山方面）

## 駅周辺
- 岐阜県総合医療センター（旧県立岐阜病院）
- 岐阜市立長森南中学校
- 手力雄神社
- 名鉄各務原線 手力駅
- 373バス（岐阜市コミュニティバス）「長森駅」停留所

## 隣の駅
東海旅客鉄道（JR東海）
CG 高山本線
岐阜駅 (CG00) - 長森駅 (CG01) - 那加駅 (CG02)